# Kamel Yahiaoui
Pour les articles homonymes, voir Yahiaoui.
Kamel Yahiaoui, né en 1966 à la Casbah d'Alger et mort le 31 juillet 2023 dans le 20e arrondissement de Paris, est un artiste-peintre algérien . 
Il vivait et travaillait à Paris (14e arrondissement) depuis 1989. Son œuvre exalte surtout l'angoisse et la peur du lendemain incertain.

## Biographie
Neveu du peintre M'hamed Issiakhem, Kamel Yahiaoui fréquente de 1985 à 1989 l'École des beaux-arts d'Alger puis en 1990 et 1991 celle de Nantes. Il réalise sa première exposition personnelle à Paris en 1990 et depuis présente régulièrement ses œuvres en France et à l'étranger. Artiste plasticien et poète, Kamel Yahiaoui s'adonne à ces deux modes d'expression, pratiques complémentaires à l'entière diffusion de ces préoccupations humanistes. Il attache une importance à dénoncer et à rappeler que l'Histoire a tendance à se répéter. Ainsi il affirme : « Je ne fais pas de la politique, je la dénonce quand elle incarne la brume ». Plus intimiste, sa poésie exprime son "moi" intérieur, permet à son esprit tourmenté d'exulter les horreurs que l'Homme peut infliger à autrui.

## Œuvre
Entre peinture et sculpture, l'œuvre de Kamel Yahiaoui s'est développée sur les supports et les matériaux les plus divers, objets usuels, toiles de jute ou plaques d'ardoise, tronçons de poutres ou madriers, tapis, cartes téléphoniques, planches à laver ou éléments d'appareils ménagers, serpillères ou valises.
L'exposition Rideau d'interrogation que réalise Kamel Yahiaoui en février 2006 au Centre Culturel Algérien de Paris provoque une polémique. Kamel Yahiaoui y dénonce en effet « trois grandes déportations : celle des Africains par les négriers, celle des Algériens en Nouvelle-Calédonie et en Guyane après la révolte de 1871, et celle des Juifs durant la seconde guerre mondiale ». La série Déportation, l'extincteur de dignité est ainsi peinte sur des jerrycans d'essence datant de 1943 et 1945. L'évocation de la Shoah suscite la colère d'une partie de la presse algérienne. « Il est vrai que je suis le premier artiste appartenant par éducation à la culture berbéro-arabo-musulmane à traiter de ce sujet », déclare alors Kamel Yahiaoui qui précise : « Je lutte contre toutes les formes de racisme, d’antisémitisme, et contre tous ceux qui minimisent la dimension universelle des génocides et la non-reconnaissance de tous les crimes contre l’humanité ».

## Illustration
Kamel Yahiaoui a illustré Le Voyage des exils de Nabile Farès (Éditions de la Salamandre, 1996) et Crépuscule de Printemps de Si Mohand (Enag/Zynab Éditions, Alger, 2002).

## Œuvres dans les collections publiques
- Paris, Institut du monde arabe : La Mer des tyrannies, 2020, installation en matériaux divers, diamètre 420 cm (donation Claude et France Lemand) ;  La Main du secours, 2020, sculpture en matériaux divers, 107 x 40 x 40 cm (donation Claude et France Lemand)